# Anatol Odzijewicz
Anatol Odzijewicz (ur. 6 października 1947, zm. 18 kwietnia 2022) – polski fizyk, dr hab., profesor i kierownik Katedry Fizyki Matematycznej Wydziału Matematyki Uniwersytetu w Białymstoku.

## Życiorys
12 października 2006 nadano mu tytuł profesora nauk fizycznych. Został zatrudniony na stanowisku profesora zwyczajnego i dyrektora w Instytucie Matematyki, oraz dziekana na Wydziale Matematyki i Informatyki Uniwersytetu w Białymstoku.
Był profesorem i kierownikiem w Katedrze Fizyki Matematycznej na Wydziale Matematyki Uniwersytetu w Białymstoku.